# Уватское сельское поселение
Уватское се́льское поселе́ние — муниципальное образование в Уватском районе Тюменской области Российской Федерации.
Административный центр — село Уват.

## История
Статус и границы сельского поселения установлены Законом Тюменской области от 5 ноября 2004 года № 263 «Об установлении границ муниципальных образований Тюменской области и наделении их статусом муниципального района, городского округа и сельского поселения».

## Население
| 2010  | 2011  | 2012  | 2013  | 2014  | 2015  | 2016  |
| ----- | ----- | ----- | ----- | ----- | ----- | ----- |
| 4964  | ↗4967 | ↗4997 | ↗5005 | ↗5016 | ↘4997 | ↗5002 |
| 2017  | 2018  | 2019  | 2020  | 2021  |       |       |
| ↗5031 | ↗5084 | ↘5083 | ↗5148 | ↘5142 |       |       |

## Состав сельского поселения
| № | Населённый пункт | Тип населённого пункта       | Население |
| - | ---------------- | ---------------------------- | --------- |
| 1 | Уват             | село, административный центр | ↘5142     |